# Roger Verbrugghe
Roger Verbrugghe (Brugge, 10 februari 1928 - 2010) was een Belgisch kunstschilder, behorende tot de Brugse School.

## Levensloop
Verbrugghe, verwant met Charles Verbrugghe, die hem in het schilderen aanmoedigde, was leerling bij de Xaverianen en aan de Brugse kunstacademie bij René De Pauw. Hij maakte schilderijen met olieverf en aquarellen. Hij schilderde vooral stadsgezichten en landschappen.